# Moi absolu de Fichte
Pour les articles homonymes, voir Moi.

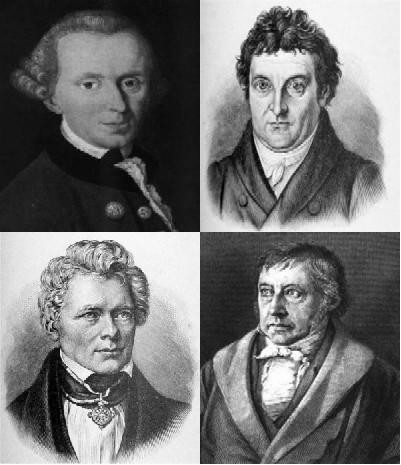
Les philosophes de l'idéalisme allemand. Kant, Fichte, Schelling, Hegel

Le concept de Moi absolu, est connu notamment comme étant le principe ultime et indépassable du premier système de Johann Gottlieb Fichte  , dans la Doctrine de la science, die « Wissenschaftslehre (de) », de 1794. Fichte est l'un des principaux représentants du courant philosophique désigné sous l'appellation d' « Idéalisme allemand» qui se développe en Allemagne, à la suite de la « révolution copernicienne » introduite dans le domaine de la pensée philosophique, à la fin du XVIIIe siècle et au début du XIXe siècle, par Emmanuel Kant. Dans cette lignée, Fichte se demande comment la liberté inconditionnée qu'il revendique pour le « Moi absolu » peut se concilier avec la limitation que lui impose la  dynamique de l'univers extérieur. Pour que le moi puisse se poser comme réalité totale et infinie, « il faut que la contradiction soit levée par la synthèse des termes en apparence contradictoires en montrant que chacun d'eux est vrai sous un certain aspect ».

## Problématique
Au tournant du XIXe siècle  il est bien établi chez tous les penseurs de l'idéalisme que « rien n'apparaît dans le champ de la conscience qu'elle ne l'ait, en quelque manière, d'abord produit ».
Il s'agit de répondre, toutefois, au problème ontologique de l'existence du monde extérieur, de trancher entre le « réalisme » et l'« idéalisme » (est-ce que des objets extérieurs et indépendants du sujet existent ou bien n'y a-t-il pas plutôt que le sujet seul qui existe avec ses représentations ?),.

### L'esprit de l'époque
Émile Bréhier décrit un climat intellectuel régnant en Allemagne dans les années 1790-1830, dominé par le besoin purement spéculatif de comprendre l'univers sur un plan théorique et pratique. Pour les penseurs de l'« Idéalisme allemand » aucun problème n'est séparé des autres, aucune valeur des autres valeurs. L'ambition de saisir l'unité présupposée du monde passe moins par l'application d'un principe que de l'unité d'une méthode et une chose devient intelligible dans la mesure où elle trouve sa place dans un système rationnel.

### La position kantienne

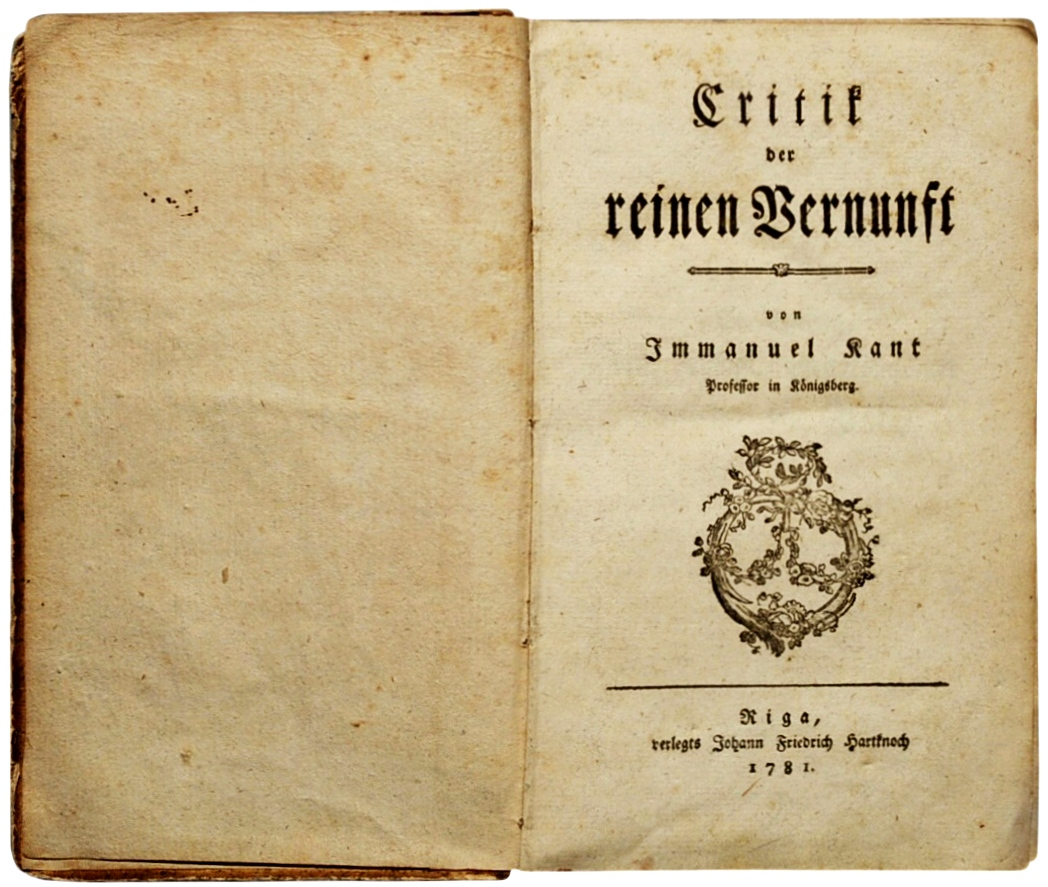
Première de couverture de la Kritik der reinen Vernunft, 1781

Pour Fichte un des défauts de la Critique de la raison pure, consistait à faire dériver la connaissance du monde sensible de deux sources absolument distinctes, l'intuition sensible et le concept d'entendement. Pourtant on pouvait reconnaître à Emmanuel Kant le mérite d'avoir déjà effectué avec son « criticisme » une avancée allant dans le sens d'un dépassement de la dichotomie de l'objet (réalisme) et du sujet (idéalisme). Pour lui, toute expérience, en tant que connaissance empirique d'objets sensibles (phénomènes), est faite de représentations qui renvoient à des formes a priori, sensibles, l'espace et le temps, intellectuelles, les « catégories ». Réalisme empirique et idéalisme transcendantal de Kant apportent une compréhension du phénomène comme réunion de la subjectivité et de l'objectivité, comme rencontre du sujet et de l'objet et un début de dépassement de la bipolarité idéalisme-réalisme classique dans l'histoire,. Alors que Kant avait admis comme des données de fait, sans les fonder, le système des « catégories », Fichte ambitionne de les ramener au sein de la subjectivité en montrant comment le « Moi » les construit décrit Émile Bréhier.
Pour Johann Gottlieb Fichte, le « sujet transcendantal » pouvait être approché de sa propre intuition du « Moi absolu », mais d'après lui, Kant n'aurait pas réussi à en formuler le concept.

## L'élaboration du concept
Le « Moi » est un pur acte d'autoposition, en allemand Tathandlung, « inconscient » qui, en ne se retrouvant pas dans la conscience, se tient plutôt au fondement de toute conscience et en l'absence duquel, aucune conscience n'est possible. Acte d'auto-position signifie que « le Moi se pose lui-même et qu'il est en vertu de ce « simple poser de soi » par soi, il est en même temps le sujet de l'acte et le produit de l'acte »,. On voit que cette pure activité « autopositionnelle » du « Moi », en étant sous-jacente à l'activité finie de la conscience, agit inconsciemment. La conscience a paradoxalement un fondement inconscient et ce fondement inconscient de la conscience est celui de la pure activité infinie du « Moi ». La conscience de soi et donc la conscience empirique d'objet relève du Moi fini.

### L'intuition intellectuelle

#### La piste logique ou principe d'identité
La proposition « A=A » du « principe d'identité » n'est pas seulement un rapport logique mais aussi une voie d'accès à l'ontologie du « Moi » et au premier principe de la Doctrine de la science. « Parmi toutes les propositions dont la vérité est certaine, il y en a au moins quelques-unes qui peuvent facilement être mises en lumière à partir d'un fait de la « conscience empirique », et de l'expérience. D'un de ces faits, il est possible d'abstraire, l'une après l'autre, toutes les déterminations empiriques de l'expérience jusqu'à ce qu'il ne reste plus que ce dont il est impossible de faire abstraction en lui, c'est-à-dire ce dont il est impossible de ne plus rien abstraire. Il se trouve que la proposition abstraite et formelle (puisqu'elle est sans matière) « A est A » consiste en un tel de ces faits de la conscience empirique, donnée en elle, est posé absolument et sans fondement dans le Moi » écrit Francis PROULX   rapportant la proposition de Johann Gottlieb Fichte.
Cette proposition « A est A » (soit A=A) , est absolument certaine, inconditionnée, sans fondement et donc n'appelle aucune preuve, aucune démonstration. C'est le Moi lui-même donc qui est absolument posé et impliqué dans cette proposition « A est A »., qui ici se donne, à lui-même et par lui-même, ce rapport nécessaire. En effet, comme c'est le « Moi » qui juge dans la proposition « A est A » et qui pose cette proposition, il est inévitable que ce rapport, qui est patent dans cette proposition, soit impliqué par lui. Il faut ainsi comprendre que ce rapport nécessaire correspond à une certaine proposition. Cette proposition absolue, fondamentale et inconditionnelle est la suivante : « Moi= Moi ». C'est donc sur « Moi je suis Moi » que cette proposition est fondée. De là que « ce rapport doit d'être au fondement de tous les faits de la conscience empirique et d'être comme inclus par chacun d'eux, il va sans dire alors que le « Moi » doit être au fondement de tous les faits de la conscience empirique et notamment au fondement du principe d'identité ».
Le problème c'est que la notion d'absolu dont se réclame le penseur, relève d'une « intuition intellectuelle » qui est difficilement communicable.

#### La piste transcendante ou conscience de Soi
La première Doctrine de la science (depuis 1794) se donne pour objet immédiat, l'être conscient, le sujet. Pour atteindre ce sujet en soi, cette conscience pure, qui n'est pas immédiatement donnée par la conscience empirique, celle-ci doit faire abstraction de toute détermination particulière même si, ainsi saisie, elle suppose la conscience du « non-Moi ».

#### La métaphore du miroir
Comme dans un jeu de miroir, « Moi et Non-Moi » se renvoient l'un à l'autre, et ce n'est pas pour rien que Johann Fichte emprunte à l'optique la notion de réflexion, cette réflexion intérieure semblant sans fin. Pour ce faire, Fichte s'appuie sur notre expérience du miroir pour nous expliquer que le « Moi » des philosophes a toujours été conçu comme un « miroir ». Une réflexion sur le sujet véritable doit donc partir d'une critique du « Moi » imaginaire. Fichte remarque que l'image du miroir reste aveugle : « mais le miroir ne voit pas »). La question sera donc celle de savoir « qui voit et qui tient ce miroir ». Derrière le sujet de la réflexion, il y aurait ainsi un autre sujet qui peut s'identifier à l'image aveugle de l'autre.
Donc le Moi traditionnel de la philosophie est un « Moi » perçu ; « Moi » qui fait disparaître celui qui le perçoit derrière son image. Thierry Simonelli résume ainsi l'antinomie fichtéenne : « Il existe deux possibilités pour déterminer ce regard qui voit : ou bien le miroir représente un « Moi » pour un « non-Moi », mais alors il n'est plus possible de savoir comment ce « non-Moi » peut se reconnaître comme « Moi » dans la réflexion du miroir ; ou bien le miroir représente un « Moi » pour un « Moi », mais alors ce « Moi » pour lequel le « Moi » est représenté, ne peut plus naître avec la réflexion. Il existe un « Moi » non représenté qui conditionne la possibilité du miroir. Selon Fichte, le sujet derrière le miroir ne peut plus être le sujet spéculaire de la philosophie »Thierry Simonelli.

### La construction du concept
Toutes nos connaissances particulières portent en elle l'acte fondamental de la conscience de soi, elles l'actualisent. Pour réfléchir cet acte, nous devons donc nous orienter vers le plus général, c'est-à-dire vers ce que contient d'universel chaque connaissance particulière, ce qu'elle partage avec toutes les autres connaissances, ce qu'à sa manière, elle répète. Ce principe formel, c'est le « principe d'identité ». Toute affirmation pose l'identité de son objet, A = A. Elle ne pose pas, par là, l'existence de A ; mais l'exigence de cohérence qui lui est inhérente, « si A est, alors A est ». Le principe qui s'exprime ainsi ne repose donc pas sur l'adéquation à l'être de la chose posée, sur une réalité empirique (particulière) visée, mais sur la cohérence interne de tout acte de connaissance ; autrement dit : A posé dans le Moi = A posé dans le Moi. C'est l'identité de la conscience de soi, ou « Moi = Moi », qui fonde toute affirmation. En tout acte de connaissance, le sujet connaissant se pose soi-même, se manifeste.

#### Moi absolu et conscience de soi
Il est nécessaire que le « Moi » soit le seul principe de toute réalité et pour cela que le Moi soit inconditionné, c'est-à-dire  qu'il se soit posé lui-même. Se posant lui-même, ce « Moi » absolument libre, peut être dit « cause de lui-même ». Ce « Moi absolu » est en un certain sens « le Moi de chacun », mais il n'apparaît pas selon les déterminations empiriques de notre conscience. Il est au fondement de toute conscience car seul il la rend visible. Ne pas confondre cependant conscience de soi et « Moi absolu ». En effet, le Moi absolu infini n'est pas celui de la conscience de soi, finie celle-là, mais la condition de possibilité de cette conscience précise Francis Proulx. Ainsi la conscience a un fondement inconscient et ce fondement inconscient de la conscience est celui de la pure activité infinie du « Moi absolu ».

#### La dialectique du Moi
Le système fichtéen se développe dialectiquement (l'historien Émile Bréhier a  qualifié Fichte de vrai fondateur de la dialectique), dans une suite d'antithèses, mais aussi de synthèses (lesquelles auront pour but de les surmonter): 1° Thèse (le posé), 2° Antithèse (l'opposé) et 3° Synthèse (conciliation des opposés contraires). Au « Moi absolu » qui se pose comme réalité totale et infinie s'oppose le « Moi » empirique de la conscience qui se connaît limité dans un univers indépendant de lui. Or si l'on s'en tient à un « non-Moi » comme une réalité indépendante du « Moi » il devient impossible de rétablir l'unité, sauf à poser le fondement de cette unité dans une réalité extérieure comme le fait Spinoza, contrariant ainsi le « Moi » qui dans son essence ne peut être posé que par lui-même. Par ailleurs si le « Moi » infini ne connaît aucune limite, il en résulte que la possibilité d'une limite ne peut venir que d'un choc extérieur au Moi. Arrivé à ce point, Fichte se demande comment la liberté inconditionnée qu'il revendique pour le « Moi absolu » peut se concilier avec la limitation que lui impose la l'existence de l'univers extérieur. Pour que le « Moi » puisse se poser comme réalité totale et infinie, « il faut que la contradiction soit levée par la synthèse des termes en apparence contradictoires en montrant que chacun d'eux est vrai sous un certain aspect ».
Chez Fichte, la recherche de l'unité « a lieu dans le jeu même de l'opposition entre le « Moi » et le « non-Moi » ainsi que de l'effort dialectique qui s'ensuit pour réduire cette opposition ». On aura le « non-Moi » qui trouve son fondement dans la manière dont le « Moi » connaissant est affecté. Ce « Moi » affecté c'est le « Je suis » qui correspond au premier principe absolu (certain et infini) qui ne supporte aucune autre détermination que celle d'être identifié à lui-même et qui va être le point de départ de la Doctrine de la Science précise dans son mémoire Francis Proulx,.

### Principes
On reprendra de l'étude de Robert Lamblin le détail des trois principes que Fichte place  au fondement de La doctrine de la science:
1. Le « Moi absolu », illimité et illimitable, fondement réel du principe d'identité, qui n'est riend'autre que l'acte de se poser soi-même et qui est pour soi conscience de soi dans cet acte même.
2. Le « non-Moi », lui aussi absolu inconditionnel quant à la forme.
3. Enfin le principe de conscience effective donc principe de la conscience qui doit avoir conscience du « non-Moi », en quoi consiste le « Savoir ». Or pour abandonner son identité absolue et devenir « Savoir », le « Moi » doit donner de la réalité au « non-Moi ». Le « Moi » est contraint de limiter sa propre réalité et à se concevoir comme limité par le « non-Moi » . De la sorte, le « Moi » entame un cheminement, où il perd sa réalité absolue initiale. Pour devenir « Savoir », le « Moi » doit sortir de lui-même pour entrer dans le « non-Moi ». Malgré la nécessité de cette sortie, le « Moi » conserve pour ainsi dire, l'intention de rétablir sa synthèse originelle, à travers le « non-Moi »[9].

En résumé, la formule d'ensemble pourrait être selon Alexis Philonenko : « J'oppose, dans le moi, un non-moi divisible au moi divisible, et elle donne naissance à deux propositions : - Le Moi pose le non-Moi comme limité par le Moi ;- Le Moi se pose lui-même comme limité par le non-Moi.  La première proposition fonde la philosophie pratique, la seconde la philosophie théorique ».

### Les interprétations divergentes
Selon ce même Alexis Philonenko, « les trois principes ainsi posés au fondement de la déduction de la possibilité de la conscience du « non-Moi » n'ont en eux-mêmes aucune valeur positive et ne renvoient à aucun sens effectif et du « Moi » et du « non-Moi » » décrit Robert Lamblin. Du « Moi absolu », ainsi défini, on ne pourrait pas déduire le sens de la conscience concrète ainsi que la conscience du monde extérieur, du non-Moi, qui devrait pourtant s'accorder avec le « Moi absolu ».

## Le Moi et les autres absolus
Des différences importantes qui font dire à  Claude Bruaire, comme le rapporte Xavier  Tilliette, « les philosophies diffèrent moins par leur « position des problèmes » ou leur  Weltanschauung ou leur « intuition fondamentale » que par la conception latente de l'« Absolu » ».

### Moi et «Savoir absolu»
L'idéalisme absolu chez Hegel soutient que la seule réalité est l'Esprit absolu  Absoluter Geist . L'esprit est tout et tout est esprit. L'Esprit absolu est aussi Raison universelle :  « Ce qui est rationnel est réel, et ce qui est réel est rationnel ». Hegel reprend le terme de « Savoir absolu » au sens de Fichte, c'est-à-dire pour désigner une forme vide, une certitude immédiate qui précède toute spécification, le simple commencement du savoir et non son accomplissement. Ce savoir là n'a rien de totalisant, contrairement à beaucoup de fausses interprétations. L'histoire va être le lieu où l'Idée absolue se développe, mais cet absolu n'a pas le caractère constitutif de la conscience du « Moi absolu » de Fichte.

### Moi et «Raison absolue» de Schelling
Fichte va être dans une opposition frontale à Schelling, notamment dans sa manière d'intuitionner l'Absolu hors de soi, il faut dit-il « dans sa propre personne être et vivre l'Absolu ». Voici, rapporté par Xavier  Tilliette ce que dit Fichte de l'absolu de Schelling , : « Il n'y a pas une étincelle d'absoluité dans la raison absolue de Schelling et par conséquent dans l'Absolu. L'Absolu objectivé n'est plus l'Absolu. C'est « pure baliverne »  que d'intuitionner l'Absolu hors de soi, il faut dans sa propre personne être et vivre l'Absolu » . Il accuse Schelling d'absolutiser gratuitement la Nature, de sorte que l'Absolu s'en va « dans les champignons » .

### Moi et L'Un
Henri Bergson a esquissé, à partir de la philosophie de Plotin, une interprétation néoplatonicienne de la Doctrine de la science de Fichte.